# Beaumetz-lès-Cambrai
Beaumetz-lès-Cambrai è un comune francese di 571 abitanti situato nel dipartimento del Passo di Calais nella regione dell'Alta Francia.

## Società

### Evoluzione demografica
Abitanti censiti